# Ужовник обыкновенный
Ужо́вник обыкнове́нный (лат. Ophioglossum vulgatum) — многолетнее травянистое растение; вид рода Ужовник (Ophioglossum) семейства Ужовниковые (Ophioglossaceae).

## Ботаническое описание

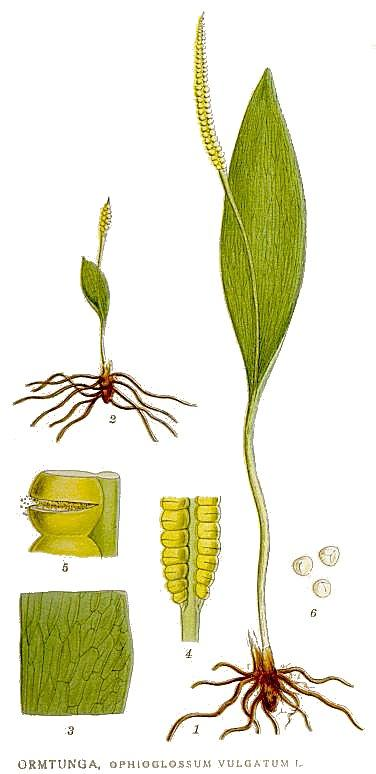
1 и 2 — различные экземпляры растения, 3 — вегетативная (стерильная) часть листа крупным планом, 4 — часть спороносного колоска (показаны два ряда сросшихся между собой спорангиев), 5 — спорангий, раскрывающийся поперёк двумя створками, 6 — споры

Многолетнее растение до 25 см высотой. Корневище короткое, с отходящими от него длинными корешками.
Лист один (редко два) 5—25 см длиной, разделён на стерильную (вегетативную) и спороносную части. Черешок его почти такой же длины, как и остальная часть. Вегетативная часть листа овальная, овально-продолговатая или яйцевидная, цельнокрайная, светло-зелёная, мясистая и гладкая, без срединной жилки, пронизанная сеточкой вторичных тонких жилок. Спороносная часть листа состоит из ножки, которая значительно длиннее находящегося на её верхушке линейного колоска, который 1,5—4 см длиной и 3—4 мм шириной.
Колосок состоит из сближенных между собой спорангиев, расположенных в два ряда по 12—40 в каждом. Споры округлые, сетчато-бугорчатые, покрыты бугорками.
Число хромосом: вне Сибири 2n = 480—1140.

### Химический состав
В растении найдены флавоноиды (в том числе кверцетин и кемпферол).

## Распространение и местообитание
Растёт на суходольных, слегка заболоченных водораздельных лугах, в кустарниковых зарослях, во влажных берёзовых и пихтовых лесах, у тёплых источников, до высоты 1560 м над уровнем моря.
В России встречается в европейской части (все флористические районы, кроме Нижне-Волжского), в Западной (все флористические районы, но в Обском очень редко) и Восточной Сибири (Ангаро-Саянский флористический район), на Кавказе.
В мире: Скандинавия, Центральная и Восточная Европа, Средиземноморье, Кавказ, Средняя Азия, Иран, Северная Америка, Памиро-Алай (редко).

## Охранный статус

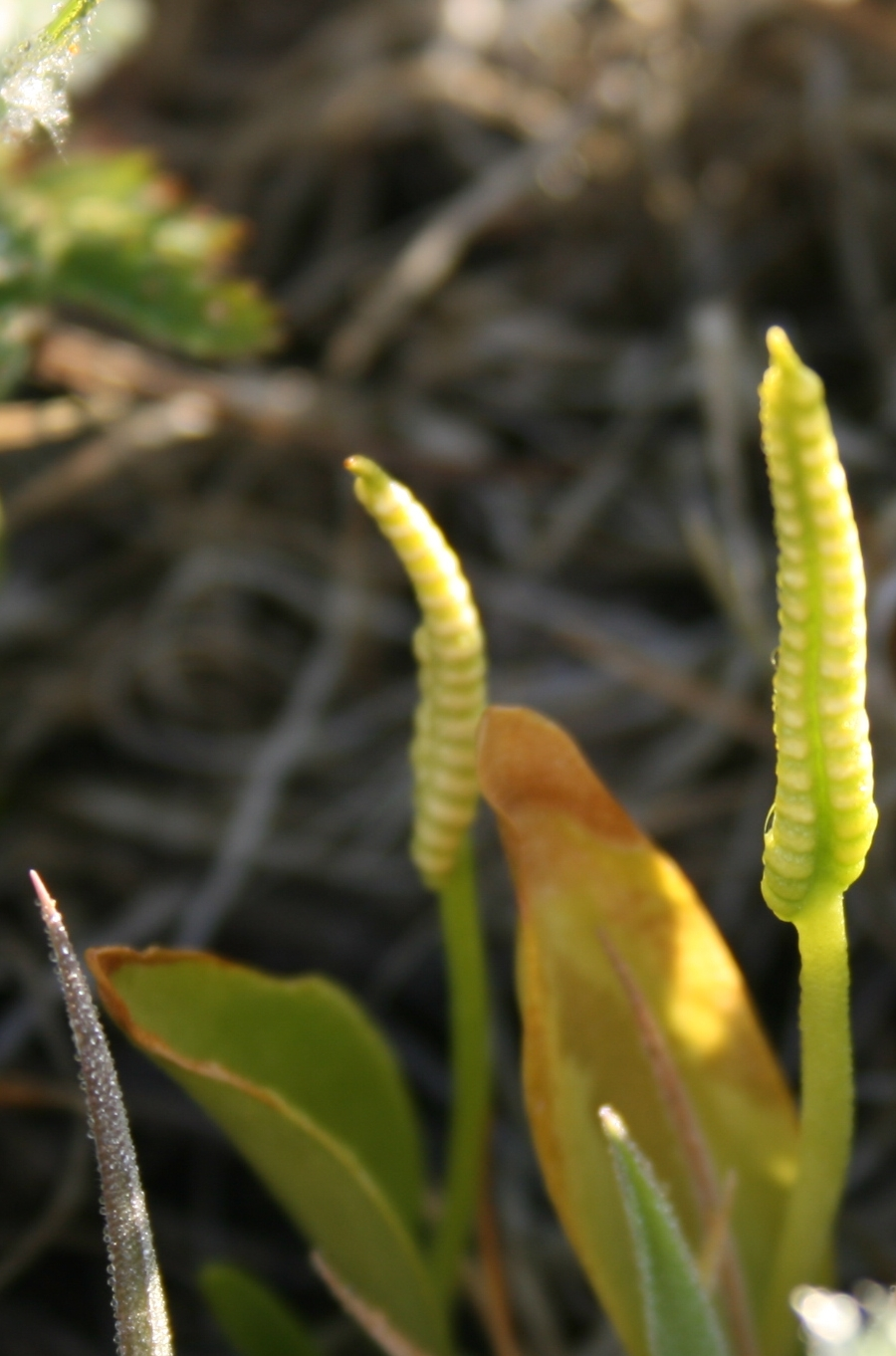
Органы размножения ужовника обыкновенного

### В России
В России вид входит во многие Красные книги субъектов Российской Федерации: Белгородская, Брянская, Владимирская, Волгоградская, Вологодская, Воронежская, Ивановская, Калининградская, Калужская, Кемеровская, Костромская, Курганская, Курская, Нижегородская, Омская, Пензенская, Ростовская, Рязанская, Смоленская, Томская, Тюменская, Ульяновская, Челябинская и Ярославская области, республики Алтай, Башкортостан, Бурятия, Марий Эл, Тыва, Татарстан, Удмуртия, Чечня и Чувашия, а также Алтайский, Ставропольский, Красноярский края.
Растёт на территории нескольких особо охраняемых природных территорий России.

### На Украине
Входит в «Список регионально редких растений Луганской области».
Входит в Красные книги либо охраняется решениями облсоветов нескольких областей: Житомирская, Закарпатская, Львовская, Полтавская, Ровенская, Сумская, Харьковская, Черновицкая области.

### Иные страны
Вид входит в Красные книги республик Армения, Молдова и Туркменистан, а также региона (физико-географической страны) Восточная Фенноскандия.

## Хозяйственное значение и применение
Листья используют при асците, коклюше; аппликации из листьев — при скрофулёзе и как ранозаживляющее.

## Ботаническая классификация

### Синонимы
По данным The Plant List, в синонимику вида входят:
- Ophioglossum dudadae Mickel
- Ophioglossum microstichum Ach.
- Ophioglossum mironovii Sumn.
- Ophioglossum polyphyllum A. Braun ex Schub.
- Ophioglossum pringlei Underw. ex Conz.
- Ophioglossum pycnostichum (Fernald) Á.Löve & D.Löve
- Ophioglossum vulgatum var. pycnostichum Fernald
- Ophioglossum vulgatum var. valdivianum Licht.